# Aurel Cojan
Aurel Cojan (n. 3 martie 1914, Beceni, Buzău, România – d. 8 noiembrie 2005, Sevran, Île-de-France, Franța) a fost un pictor și artist decorator român. 

## Educație
Aurel Cojan, născut într-o familie înstărită, a studiat inițial dreptul și arhitectura, însă a renunțat pentru a se dedica exclusiv picturii. În perioada 1932-1934, a urmat cursurile Academiei de Arte Frumoase București, secția pictură, unde i-a avut ca profesori pe Francisc Șirato și Camil Ressu. În această perioadă, a realizat schițe și desene, majoritatea reprezentând imagini din București, cu influențe din stilul lui George Grosz sau Jules Pascin. Cojan a frecventat cercurile artistice din București, unde a avut ocazia de a intra în contact cu arta lui Paul Cézanne, Henri Matisse, Pablo Picasso, Paul Klee sau Pierre Bonnard.

## Activitate

### În România
Prima expoziție personală a lui Cojan a avut loc la Galeria Hassefer a Ateneului Român în 1945. Anterior, avusese expoziții la Saloanele oficiale și expoziții regionale și de stat. După 1945, timp de 15 ani i s-a interzis să expună public în țară.
În anii 1960, a participat la mai multe expoziții de grup în străinătate, cum ar fi Expoziția Internațională de Ceramică din Praga, la Havana, Varșovia sau la Bienala din Sáo Paulo.
În contextul unui omagiu internațional adus lui Brâncuși la Sala Dalles din București în 1967, „Primul colocviu internațional Constantin Brâncuși", au fost expuse peste 60 de picturi ale lui Cojan. Însă, în ciuda semnelor de apreciere, a decis să părăsească România.

### În Franța
În 1969 se stabilește în Paris, unde va rămâne pentru tot restul vieții. I s-a acordat azil politic. Prima perioadă petrecută aici a fost dificilă pentru Cojan, care a lucrat ca paznic în muzee sau biblioteci și a locuit într-o garsonieră. Faptul că lucra în muzee l-a adus aproape de operele originale ale pictorilor precum Bonnard, Dubuffet, Renoir sau Monnet, pe care până atunci le admirase doar din cărți.
În 1978, are prima expoziție în Paris, la Galeria Chevalier, urmată de alte expoziții la Galeriile Raph și François Mitaine. A participat și la expoziții de grup: „Comparaisons”, „Réalités Nouvelles”, Salon de Villeparisis, Musée de Clermont-Ferrand. Cojan a fost remarcat de Dany Bloch de la Muzeul de Artă Modernă din Paris.
În 1997, Cojan a început colaborarea cu Galeria Alain Margaron (reprezentant exlusiv al lui Cojan în prezent), ce a durat până la moartea sa.

## Principalele expoziții
- 1945-1947: expoziție personală la Galeria Hassefer și pe hourile Ateneului Român
- 1960: Bienala de la Sáo Paulo
- 1967: participare la omagiul internațional pentru Brâncuși în București
- 1978: Galeria Charley Chevalier, Galeria Raph, Galeria Jacques Barbier, Galeria François Mitaine (Paris) și participare la expoziții de grup „Comparaisons”, „Réalités Nouvelles” și la Salon de Villeparisis
- 1988: expoziție personală la Galeria Barbier-Beltz din Paris
- 1993: expoziție de grup „Galeria portretelor”, la Galeria Barbier-Beltz din Paris
- 1995: expoziție personală „Toiles et Papiers”, la Galeria Barbier-Beltz din Paris
- 1998: expoziție personală la Galeria Alain Margaron din Paris
- 1999: expoziție la Centrul Cultural Român din Paris și expoziția „Cu gândul al Cojan” la Galeria Contrapunct din București
- 2003-2004: expoziție personală „Un printemps en hiver”, la Galeria Doris Benno din Saint-Paul-de-Vence
- 2004: „Retrospectiva 1980-2004” la Galeria Alain Margaron din Paris și „Expoziție aniversară la 90 de ani” la Muzeul Ministerului Culturii din București (au fost expuse 44 de lucrări din diferite perioade, s-a editat și un catalog)
- 2005:„Poésie à vif”, Galeria Alain Margaron, Nisa
- 2006: „Homage”, Galeria Alain Margaron din Paris[7]
- 2007: „Portraits”, Galeria Alain Margaron din Paris
- 2014: expoziție omagială la 100 de ani organizată simultan în Paris, la Galeria Alain Margaron, și în București, la Muzeul Șuțu și la Biblioteca Academiei Române[8]

Are expoziții permanente la Galeria Alain Margaron din Paris și la Galeria „Contrapunct" din București.

## Distincții
Uniunea Artiștilor Plastici din România i-a acordat în 1966 Premiul pentru pictură.
În 1983 a primit titlul de „Chevalier des Arts et des Lettres", acordat de Ministerul Culturii din Franța. La 81 de ani, în 1996, a primit „Prix de la Jeune Peinture” (premiul pentru pictura tânără) acordat de revista Beaux-Arts din Paris.
Alte distincții au fost:
- Ordinul „Meritul Cultural” clasa a III-a (1968) „pentru activitate deosebită în domeniul artelor plastice”[10]
- Ordinul Meritul cultural în grad de mare ofițer acordat de Președintele României[11]
- „Diploma de excelență" acordată de Ministerul Culturii și Cultelor.